# Devecey
Devecey és un municipi francès situat al departament del Doubs i a la regió de Borgonya - Franc Comtat. L'any 2007 tenia 1.428 habitants.

## Demografia

### Població
El 2007 la població de fet de Devecey era de 1.428 persones. Hi havia 525 famílies de les quals 90 eren unipersonals (43 homes vivint sols i 47 dones vivint soles), 170 parelles sense fills, 233 parelles amb fills i 32 famílies monoparentals amb fills.
La població ha evolucionat segons el següent gràfic:
Habitants censats

### Habitatges
El 2007 hi havia 547 habitatges, 527 eren l'habitatge principal de la família, 5 eren segones residències i 15 estaven desocupats. 446 eren cases i 101 eren apartaments. Dels 527 habitatges principals, 392 estaven ocupats pels seus propietaris, 134 estaven llogats i ocupats pels llogaters i 1 estava cedit a títol gratuït; 2 tenien una cambra, 18 en tenien dues, 46 en tenien tres, 122 en tenien quatre i 338 en tenien cinc o més. 442 habitatges disposaven pel capbaix d'una plaça de pàrquing. A 194 habitatges hi havia un automòbil i a 296 n'hi havia dos o més.

### Piràmide de població
La piràmide de població per edats i sexe el 2009 era:
| Homes | Edats   | Dones |
| ----- | ------- | ----- |
| 0     | 95 o +  | 0     |
| 0     | 90 a 94 | 0     |
| 12    | 85 a 89 | 4     |
| 0     | 80 a 84 | 8     |
| 16    | 75 a 79 | 4     |
| 20    | 70 a 74 | 20    |
| 8     | 65 a 69 | 12    |
| 44    | 60 a 64 | 44    |
| 44    | 55 a 59 | 32    |
| 64    | 50 a 54 | 80    |
| 96    | 45 a 49 | 104   |
| 48    | 40 a 44 | 80    |
| 52    | 35 a 39 | 36    |
| 28    | 30 a 34 | 32    |
| 20    | 25 a 29 | 24    |
| 76    | 20 a 24 | 60    |
| 100   | 15 a 19 | 84    |
| 48    | 10 a 14 | 52    |
| 56    | 5 a 9   | 28    |
| 16    | 0 a 4   | 8     |

## Economia
El 2007 la població en edat de treballar era de 952 persones, 691 eren actives i 261 eren inactives. De les 691 persones actives 645 estaven ocupades (355 homes i 290 dones) i 46 estaven aturades (20 homes i 26 dones). De les 261 persones inactives 88 estaven jubilades, 99 estaven estudiant i 74 estaven classificades com a «altres inactius».

### Ingressos
El 2009 a Devecey hi havia 536 unitats fiscals que integraven 1.411 persones, la mediana anual d'ingressos fiscals per persona era de 21.150 €.

### Activitats econòmiques
Dels 183 establiments que hi havia el 2007, 2 eren d'empreses extractives, 3 d'empreses alimentàries, 9 d'empreses de fabricació d'altres productes industrials, 7 d'empreses de construcció, 19 d'empreses de comerç i reparació d'automòbils, 6 d'empreses de transport, 1 d'una empresa d'hostatgeria i restauració, 1 d'una empresa d'informació i comunicació, 14 d'empreses financeres, 7 d'empreses immobiliàries, 17 d'empreses de serveis, 93 d'entitats de l'administració pública i 4 d'empreses classificades com a «altres activitats de serveis».
Dels 14 establiments de servei als particulars que hi havia el 2009, 1 era una oficina de correu, 1 una oficina bancària, 3 tallers de reparació d'automòbils i de material agrícola, 2 autoescoles, 3 lampisteries, 1 electricista, 1 perruqueria, 1 restaurant i 1 tintoreria.
Dels 8 establiments comercials que hi havia el 2009, 1 era un hipermercat, 1 una botiga de menys de 120 m², 1 una fleca, 1 una peixateria, 2 botigues de roba, 1 una botiga de material de revestiment de parets i terra i 1 una joieria.
L'any 2000 a Devecey hi havia 3 explotacions agrícoles.

## Equipaments sanitaris i escolars
L'únic equipament sanitari que hi havia el 2009 era una farmàcia.
El 2009 hi havia 1 escola maternal i 1 escola elemental.

## Poblacions més properes
El següent diagrama mostra les poblacions més properes.